# Llanymynech

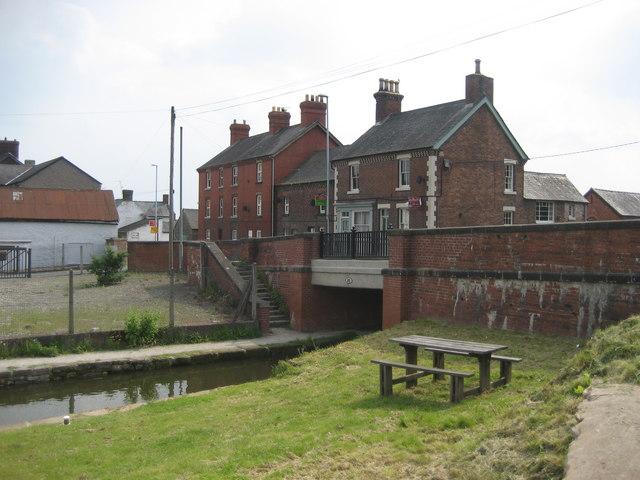
Canal de Montgomery en Llanymynech.

Llanymynech es una villa situada en la frontera entre los condados galeses de Montgomeryshire y Powys y el condado inglés de Shropshire.
El pueblo está al lado del río Vyrnwy y es atravesado también por el canal de Montgomery.

## Gobierno
La parte inglesa depende la parroquia civil de Llanymynech y Pant. 
La parte galesa es parte de la comunidad de Carrehofa, en Powys.